# Weitlings Sommerfrische
Weitlings Sommerfrische ist ein Roman des deutschen Schriftstellers Sten Nadolny, der im Mai 2012 veröffentlicht wurde. Er verknüpft die Frage nach der Identität eines Menschen mit dem Thema Zeitreise. Dabei verwendet Nadolny viele Details seines eigenen Lebens für die Biografie seines Protagonisten, des pensionierten Richters Wilhelm Weitling, den ein Segelunfall zurück in die eigene Jugend verschlägt. Der Roman wurde in den Feuilletons positiv besprochen und erreichte im Juli/August 2012 Platz 1 auf der SWR-Bestenliste.

## Inhalt

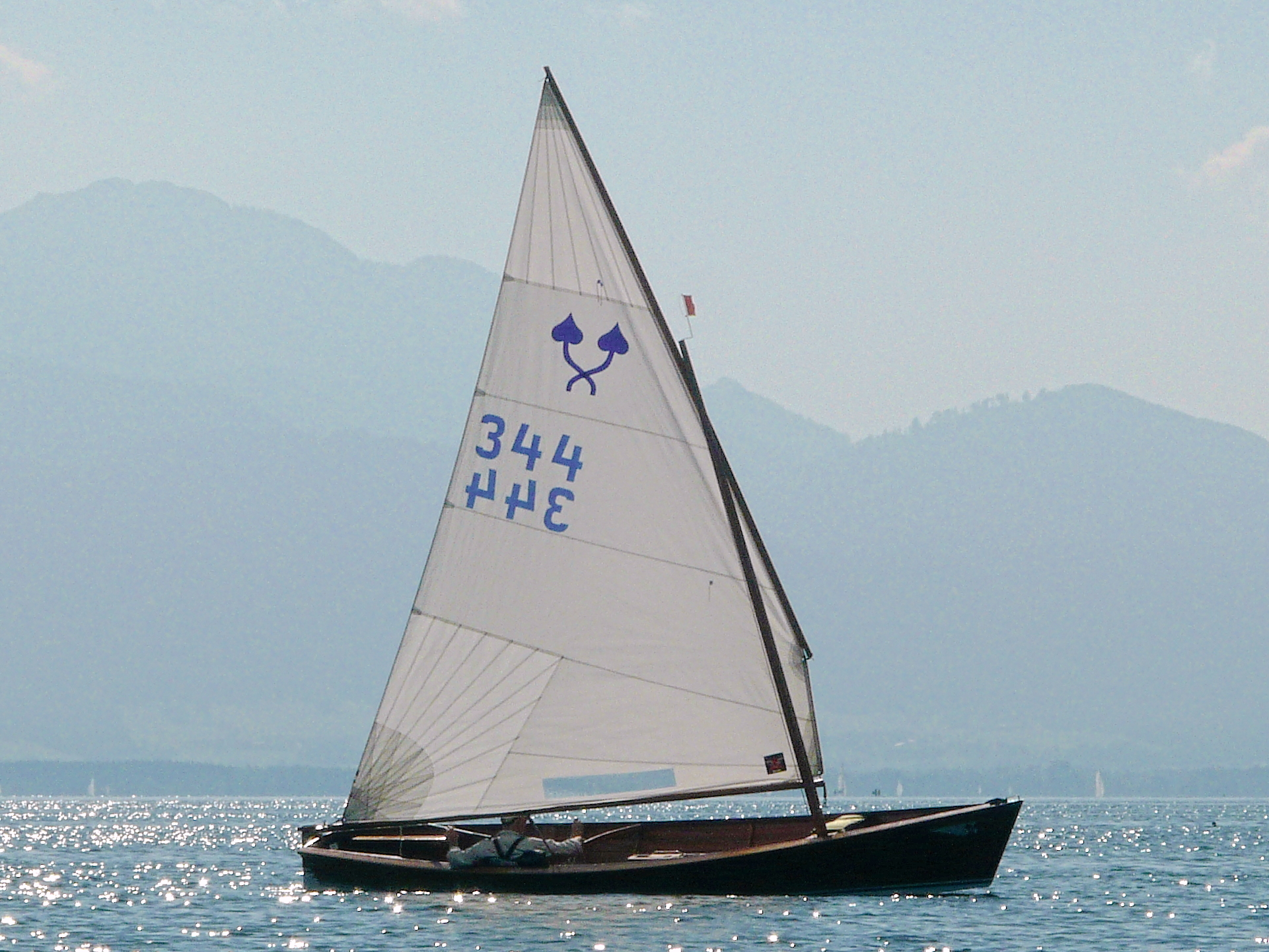
Chiemseeplätte auf dem Chiemsee

Wilhelm Weitling – nach dem Frühsozialisten Wilhelm Weitling benannt – ist ein 68 Jahre alter pensionierter Richter aus Berlin, der nicht zuletzt deswegen die Rechtslaufbahn einschlug, weil sein Vater, ein erfolgreicher Schriftsteller, Volljuristen so verachtete. Den Sommer des Jahres 2010 verbringt er in seinem Ferienhaus in Chieming, jenem Haus, in dem er als Junge aufwuchs. Er richtet seine Chiemseeplätte her, mit der er hin und wieder zu Segeltouren auf dem Chiemsee aufbricht, und schreibt an seinen juristisch-religiösen Altersweisheiten unter dem Titel Spes divina (Göttliche Hoffnung).
Bei einem Segeltörn überrascht Weitling ein Unwetter mitten auf dem See. Im Wissen, dass er es nicht rechtzeitig mehr an Land schaffen wird, alarmiert er die Seewacht und erinnert sich an ein Erlebnis seiner Jugend, bei dem er mit 16 Jahren in eine vergleichbare Notlage geriet, die er nur knapp überlebte. Als ein Blitz in unmittelbarer Nähe einschlägt, wird Weitlings Bewusstsein in der Zeit zurückgeschleudert, und er erlebt erneut den Unfall des Jungen samt seiner Bergung. Auch in den folgenden Tagen und Wochen bleibt Weitling im Jahr 1958 und im Leben des 16-jährigen Willy gefangen. Er begegnet seinen Eltern wieder, geht mit dem Jungen zur Schule, erlebt dessen Schwärmerei für die Mitschülerin Roswitha, während sein eigenes Interesse vielmehr der Referendarin Dr. Fafner gilt. Doch seine Rolle geht nicht über die eines heimlichen Beobachters hinaus. Er kann sich niemandem verständlich machen, nicht einmal seinem früheren Ich, dessen Handlungen er mit Skepsis und Distanz verfolgt. Lediglich wenn Willy schläft, genießt Weitling als eine Art Geist die Freiheit, sich unabhängig von Willys Körper durch dessen Zeit zu bewegen. Die Rückkehr in seine eigene Gegenwart bleibt ihm freilich versagt.
Nur allmählich gelingt es Weitling, sich mit dem Jungen, der er einst war, zu versöhnen und sich in dessen Stärken wie Fehlern wiederzuerkennen und anzunehmen, in der schwachen Persönlichkeit, die zwischen Feigheit, Selbstüberschätzung und mangelndem Engagement schwankt. Gleichzeitig beobachtet er mit wachsendem Unbehagen, wie sich die Erlebnisse des Jungen immer wieder in Details von seinen eigenen Erinnerungen unterscheiden. So ist es in Willys Gegenwart nicht der Vater, dessen Bücher kommerziell erfolgreich werden, sondern Willys Mutter, die ihre Erinnerungen niederschreibt und damit einen Bestseller landet. Weitling fürchtet die Auswirkungen der Abweichungen auf seine eigene Biografie, und er sucht nach einem Wurmloch, das ihn wieder in seine Gegenwart zurückführt. Immerhin gelingt es ihm inzwischen, mit Betrunkenen und Greisen, wie seinem dementen Großvater, Kontakt aufzunehmen. Durch Fedor Baron von Traumleben erfährt er, dass der Zustand, in dem er sich befindet, nicht einmalig ist, und er lernt ihn mit einem Begriff des Großvaters zu benennen: eine „Sommerfrische“.
Eine Patrone von George S. Patton, die er im Chiemsee zu erkennen meint, und das gewaltige Lachen, das seine Vorstellung des Generals beim Urinieren in den See auslöst, wird schließlich zum Katalysator, der Weitling zurück in seine Gegenwart schleudert. Er überlebt die Seenot auf dem Chiemsee, muss aber feststellen, dass die Abweichungen in der Biografie eine andere Vita nach sich gezogen haben. Zwar lebt er noch immer an der Seite seiner geliebten Frau Astrid, doch ist der bislang Kinderlose auf einen Schlag zum Vater und Großvater geworden. Sein neues Leben muss Weitling erst mühsam erlernen, und so übernimmt es seine Frau, die seine Offenbarung einer zweiten Existenz mit unerschütterlicher Liebe hinnimmt, ihm in „Geschichtsstunden“ von der unbekannten Biografie zu berichten. In dieser ist es sein Vater, der früh gestorben ist, und nicht die Mutter. Und Weitling ist nicht länger Jurist, sondern Schriftsteller geworden, ein Beruf, mit dem sich der pensionierte Richter zuerst überhaupt nicht anfreunden will.
Zwei Jahre nach seiner Rückkehr erscheint Weitlings Enkelin Nike ihrem Großvater eines Nachts als Geist. Nun ist sie es, die als 68-jährige Frau im Jahr 2072 ihre „Sommerfrische“ erlebt und in die Gegenwart des Jahres 2012 zurückkehrt. Weitling versagt es sich, sie nach der Zukunft zu befragen. Sein Wunsch, noch einmal seinem früheren Ich, dem Juristen, zu begegnen, bleibt unerfüllt. Jahre später, auf dem Sterbebett, zieht Weitlings geändertes Leben an ihm vorbei. Eine frühe Erinnerung an den vierjährigen Willy im Kinderheim führt ihm vor Augen, warum er im neuen Leben Schriftsteller geworden ist: Er hatte unter den fremden und ihm unheimlichen Kindern gelernt, mit erfundenen Geschichten zu überleben. Obwohl seine Gläubigkeit im zweiten Leben abgenommen hat, ist er sich am Ende der Existenz Gottes gewiss, aus der allein er sich seine zwei Leben erklären kann.

## Stil
Laut Gabriele von Arnim steht Weitlings Sommerfrische in einem „unprätentiösen, ja bescheidenen Ton, […] gemächlich und ruhig“. Nadolny habe „sein komplexes Szenario offenbar voller Absicht in oft schlichte Sätze gesteckt.“ Auch für Martin Halter ist der Roman manchmal „ein wenig betulich erzählt“, und er findet darin auch „die ein oder andere Binsenweisheit.“ Gerrit Bartels stellt sich bei der erzählerischen Bedächtigkeit gar die Frage, ob Nadolny, in Anlehnung an sein bekanntestes Buch, erneut die Langsamkeit entdecken wolle. Oliver Jungen erinnert der Stil an einen bürgerlichen Realismus des 19. Jahrhunderts, und er sieht erst „im letzten Fünftel Umschwünge und Pointen die Geschichte enorm beschleunigen“. Martin Lüdke hingegen erkennt in Nadolnys Realismus stets auch surrealistische Einsprengsel. Er sei „ein traditioneller Erzähler“ und erzähle „souverän, dazu selbstkritisch, selbstironisch und mit jenem Humor ausgerüstet, der auch die eigenen Kosten nicht scheut.“

## Themen

### Autobiografischer Hintergrund

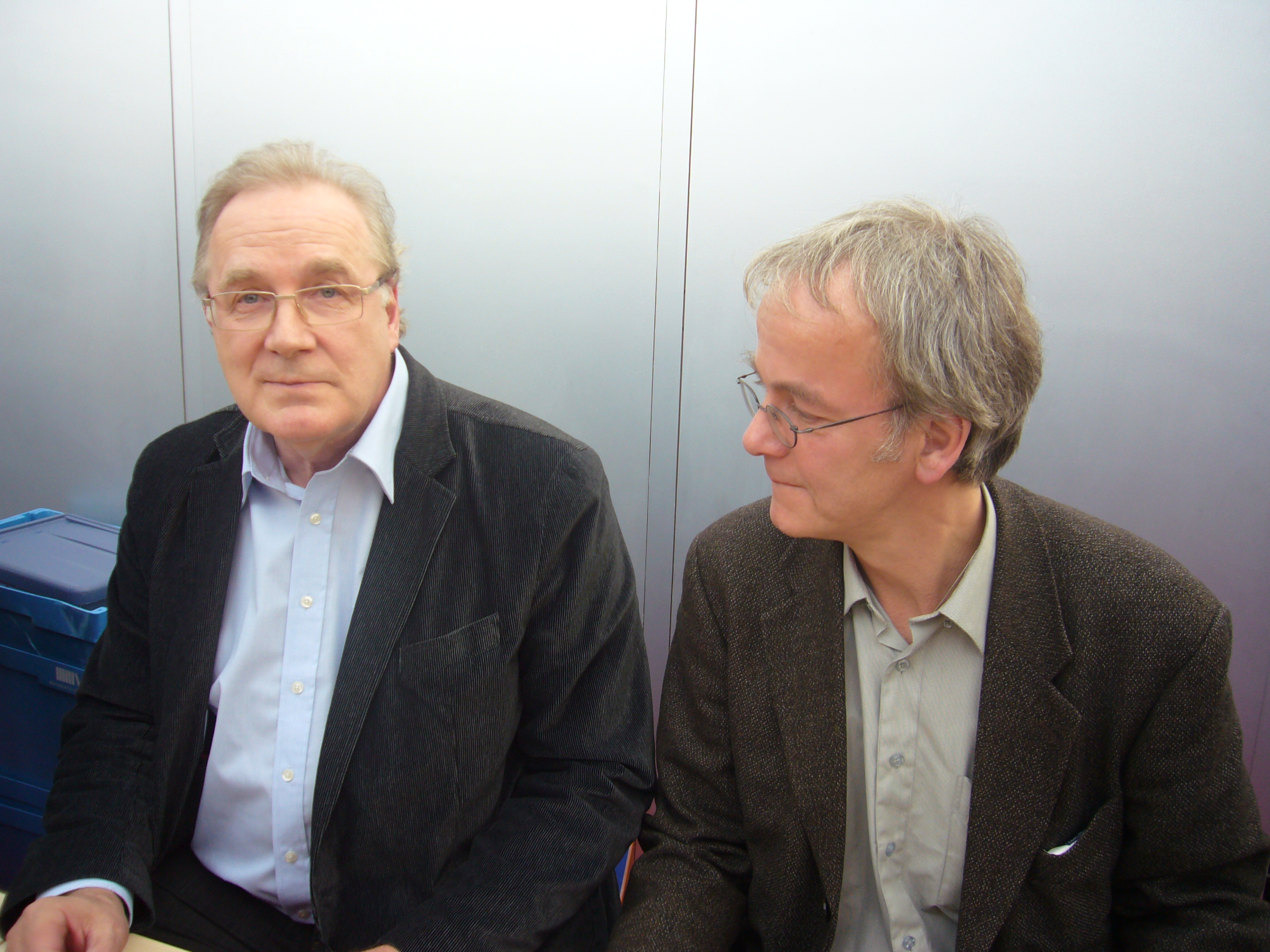
Sten Nadolny (links) und Jens Sparschuh, 2009

Sten Nadolny plante bereits seit einiger Zeit, über sich selbst zu schreiben, allerdings keine Autobiografie, die er als langweilig empfunden hätte, sondern etwas Verrätselteres und Verspiegelteres mit der Absicht, Menschen, die ihm auf seinem Lebensweg begegneten, Denkmäler zu setzen. Die Eltern Weitlings korrespondieren mit Nadolnys Eltern Burkhard und Isabella Nadolny. Wie in der zweiten Fassung seines Lebens hatten die Bücher des Vaters wenig Erfolg, während die Familiengeschichten der Mutter zu Bestsellern wurden. Den Ausgangspunkt des Romans bildete für Sten Nadolny die Frage, ob und wie seine Biografie anders verlaufen wäre, wenn es statt der Mutter sein Vater gewesen wäre, der sich zum erfolgreichen Schriftsteller entwickelt hätte. Auch der Frage, warum Nadolny selbst zum Schriftsteller wurde, obwohl er die negativen Aspekte des Berufs bei seinen Eltern miterlebt hatte, wollte er mit der Methode, „sich selbst als jungem Mann über die Schulter zu schauen“, nachspüren.
Details, die Nadolny aus der eigenen Biografie übernahm, sind Weitlings Geburtsjahr und Geburtsort, der Schulbesuch in Traunstein sowie der geteilte Alterswohnsitz in Berlin und am Chiemsee, wo auch Nadolny segelt. Auch Weitlings literarische Karriere, die nach einem großen Erfolg „den Kontakt zum großen Publikum“ wieder verlor, weist Parallelen zu Nadolnys eigener Schriftstellerkarriere mit seinem Bestseller Die Entdeckung der Langsamkeit auf, dem kein vergleichbarer Publikumserfolg mehr folgte. Nadolny hatte sich wie Weitling ursprünglich von seinen schreibenden Eltern distanziert und einen bewusst anderen Weg eingeschlagen. Allerdings wurde er nicht Jurist, sondern nahm ein Geschichtsstudium auf. Und wie Weitling in seinem ersten Leben blieb Nadolny kinderlos. Erst in der Fiktion von Weitlings zweitem Leben habe er sich dann Tochter und Enkelkind „verordnet“. Richard Kämmerlings sieht den Roman auch als eine „Liebeserklärung“ des Autors an jene Frau, der er den Namen „Astrid“ verliehen hat, und in die sich laut Andreas Isenschmid sogar der Leser des Buches ein bisschen verliebe.

### Zeitreise, Identität und Gott
Am Thema Zeitreise, in der Science-Fiction-Literatur ein häufiges Motiv, war Nadolny laut eigenen Aussagen schon immer interessiert. Als Vorbilder nannte er etwa H. G. Wells’ Roman Die Zeitmaschine sowie die Filme Zurück in die Zukunft, Ghost – Nachricht von Sam und Terminator 2. Kristina Maidt-Zinke sieht in der Konstruktion allerdings eher einen Vorwand, um zahlreiche Realitätspartikel aus der eigenen Biografie des Autors einzustreuen, ohne dass dies „den Leser aus seinen gewohnten Denkbahnen herausrisse wie den Protagonisten aus dem Zeitstrom.“ Für Christoph Schröder steckt hinter der Konstruktion der Zeitreise letztlich ein Roman über „Identitätsfindung und Künstlerwerdung“. Dabei hat die Zeitreise laut Martin Lüdke in jenem Moment ihren Zweck erfüllt, als sich Weitling mit seinem jungen Ich versöhnt, und folgerichtig kehrt er anschließend auch in seine Gegenwart zurück. Nadolny beschrieb den Roman als eine „Versuchsanordnung“ zum Thema der Sicherheit der eigenen Identität, in der er den Fragen nach Wirklichkeit und Möglichkeit nachgehe. Einen Einfluss von Max Frischs Werken Stiller oder Biografie: Ein Spiel, der von einigen Interpreten wahrgenommen wurde, weist er allerdings zurück.
Gott selbst wird für Weitling, der in seinem zweiten Leben die ursprüngliche Frömmigkeit verliert, zu einem unschlüssig Versuchenden: „Er probiert herum, macht Fehler, überlegt, hat einen besseren Einfall und korrigiert sich!“ Das erinnert Oliver Jungen an die Vorgehensweise des Autors Nadolny. Auch für Harald Klauhs spielt der Autor in Weitlings Sommerfrische Gott mit der Biografie seines Protagonisten. Dabei denkt er an Nadolnys Roman Ein Gott der Frechheit von 1994, in dem bereits Hermes zwischen Zukunft und Vergangenheit zu wandeln vermochte. Das Prinzip, einem Erlebenden einen kühlen Beobachter an die Seite zu stellen, erinnert Knut Cordsen an ein anderes Werk Nadolnys: Ich und Er. Den letzten Satz, dass Weitling Gottes Existenz aus seinen zwei Leben herleitet, hat Nadolny nach eigener Aussage aus Dostojewskis Roman Die Dämonen übernommen, der auch als Lektüre des jungen Willy eine Rolle spielt und in dem ein Oberwachtmeister aus seinem Beruf die Existenz Gottes herleitet.

### Alterswerk
Viele Rezensenten bezeichnen Weitlings Sommerfrische als Alterswerk des Autors, so etwa Richard Kämmerlings, für den der Roman ein „klassisches Alterswerk“ ist, gleichzeitig aber auch ein „positives, lebensfreundliches Buch“. Martin Halter spekuliert, dass es gar „Nadolnys vielleicht letzter Roman“ sein könnte, getragen von „seiner Ironie und menschenfreundlichen Altersweisheit“. Der Autor stelle „ohne Groll oder Selbstzufriedenheit“, dafür „mit fast olympischer Heiterkeit Konjunktiv und Indikativ, Jugendtraum und Wirklichkeit seines Lebens“ gegenüber. Gabriele von Arnim sieht den alten Weitling am Ende zwischen Demenz und Altersfrieden seine letzten Jahre verbringen, und vermutet, dass so auch der Autor „die eigene Angst vor dem Altwerden bannen“ wollte. Am Ende habe er „sich mit all seinen Ichs genügend versöhnt, um sich entlastet und gelassen ins weitere Leben zu wagen.“

## Rezeption
Weitlings Sommerfrische erwies sich sowohl bei der Kritik als auch beim Publikum als erfolgreich. Er erreichte Rang 13 auf der Bestsellerliste des Spiegels, Platz 1 auf der SWR-Bestenliste Juli/August 2012 sowie die Longlist des Deutschen Buchpreises 2012. Im gleichen Jahr wurde Nadolny mit dem Rheingau-Literaturpreis ausgezeichnet, in dessen Laudatio es heißt: „Ein Spiel mit wechselnden Selbstbildern und verschiedenen Stimmen. Mit menschenfreundlichem Witz und selbstironischem Humor führt der Erzähler zurück auf die Seltsamkeiten und Abenteuer eines in den fünfziger Jahren verschollenen Ichs.“ Auch der Buchpreis Stiftung Ravensburger Verlag 2012 ging an den „originellen Familienroman“, der aufzeige, „wie anders ein Leben verlaufen kann, wenn jemand unter geänderten Familienkonstellationen aufwächst.“
Martin Halter sieht in Weitlings Sommerfrische zwar „kein Ehrfurcht erzwingendes Meisterwerk“, dennoch lässt er sich gerne „in der Nussschale seiner Kindheitserinnerung in die Fünfzigerjahre hinaustreiben“. Laut Christoph Schröder muss man sich „erst einmal mit diesem Szenario einverstanden“ erklären, dann „entfaltet es sofort seinen Charme“. Knut Cordsen findet „in diesem kurzen Buch […] jene klugen Einsichten, um derentwillen man diesen feinen Ironiker so schätzt.“ Für Andreas Isenschmid ist der Roman „sehr raffiniert gemacht“ und „ein Vergnügen in der sprachlichen Gestaltung“, für Martin Lüdke schlicht „schön erzählt.“

## Ausgaben
- Sten Nadolny: Weitlings Sommerfrische. Piper, München 2012, ISBN 978-3-492-05450-8.
- Sten Nadolny: Weitlings Sommerfrische. Gelesen von Gert Heidenreich. Hörbuch Hamburg, Hamburg 2012, ISBN 978-3-86952-115-2.

## Rezensionen
- Gabriele von Arnim: Blitze der Erinnerung. In: Die Welt vom 12. Mai 2012.
- Gerrit Bartels: Die Zukunft kam nur bis gestern. In: Der Tagesspiegel vom 23. Mai 2012.
- Knut Cordsen: Zeitreise ins Alter Ego. Auf: Deutschlandradio Kultur vom 24. Mai 2012.
- Martin Halter: Der innere Zwilling. In: Frankfurter Rundschau vom 29. Juni 2012.
- Oliver Jungen: Im Unfertigen findet das Leben statt. In: Frankfurter Allgemeine Zeitung vom 14. Mai 2012.
- Harald Klauhs: Ich ist ein anderer. In: Die Presse vom 9. Juni 2012.
- Martin Lüdke: Mach’s noch einmal, Sten. In: Die Zeit vom 21. Juni 2012.
- Kristina Maidt-Zinke: Ach, wenn ich ein anderer wäre und doch derselbe. In: Süddeutsche Zeitung vom 9. Juni 2012.
- Michael Opitz: Exkursion in die Untiefen einer Biografie. Auf Deutschlandfunk vom 19. Dezember 2012.
- Christoph Schröder: Botschaft von Wilhelm. In: die tageszeitung vom 19. Mai 2012.